# Manoir de Clairefontaine
Le manoir de Clairefontaine est une ferme située sur la commune de Baugé-en-Anjou, en France.

## Localisation
Elle se situe sur le territoire de l'ancienne commune du Vieil-Baugé, à environ 2 km au sud du bourg de Baugé.

## Historique
L'édifice est classé au titre des monuments historiques en 1984.